# Коартикуляция
Коартикуля́ция (от лат. со(n) «с, вместе» + articulatio «членораздельно, ясно произношу») — наложение артикуляции, характерной для последующего звука, на весь предшествующий звук. Примером коартикуляции может служить лабиализация согласного под влиянием последующего губного [о] или [у] в русском языке: том — там; тук — так. Иногда коартикуляцию противопоставляют аккомодации как полное наложение артикуляции частичному, однако часто эти термины употребляются как синонимы.